# Остання неділя (фільм, 1985)
«Остання неділя» — радянський художній фільм 1985 року, знятий режисерами Геннадієм Мелконяном і Яковом Іскударяном на кіностудії «Вірменфільм».

## Сюжет
За мотивами оповідань М. Адаляна. Армен, інженер-технолог одного з єреванських молокозаводів, був завжди чесним, принциповим, акуратним і чуйним. Коли за його відсутності новий співробітник лабораторії Каро за солідну винагороду підписав документи, завищивши відсоток жирності молока, Армен усю провину взяв на себе, за що й поплатився. Тепер йому загрожував суд. Однак у неділю, коли його мали взяти під варту, Каро зрозумів, що треба виручати нового друга з біди, і пішов до слідчого з повинною.

## У ролях
- Мікаел Погосян — Армен
- Каріна Джанджугазян — Гаяне
- Тігран Восканян — Каро
- Вазген Казарян — Гагік
- Ася Назарян — Маро
- Марія Багдоян — Анна
- Генріх Алавердян — директор
- Нерсес Оганесян — Мовсес
- Віген Степанян — Гукас
- Ніна Абалян — теща
- Юрій Амірян — Георг
- Армен Хостікян — Лаерт Суренович
- Леонард Саркісов — Мушег
- Левон Шарафян — Сімон
- Анаїт Гукасян — Ашхен
- Нонна Петросян — Марго
- Армен Мінасян — Цолак
- Сурен Оганесян — епізод
- Т. Аветісян — епізод
- Ашот Оганесян — епізод
- Армен Сантросян — епізод
- Агасі Бабаян — епізод
- Сергій Мкртчян — епізод
- Арусь Папян — епізод
- А. Галстян — епізод
- Н. Гаспарян — епізод
- Григорій Григорян — епізод
- Олександр Оганесян — епізод

## Знімальна група
- Режисери — Геннадій Мелконян, Яків Іскударян
- Сценарист — Едуард Акопов
- Оператор — Артем Мелкумян
- Композитор — Армен Боямян
- Художник — Михайло Антонян